# Escándalo de las bacanales

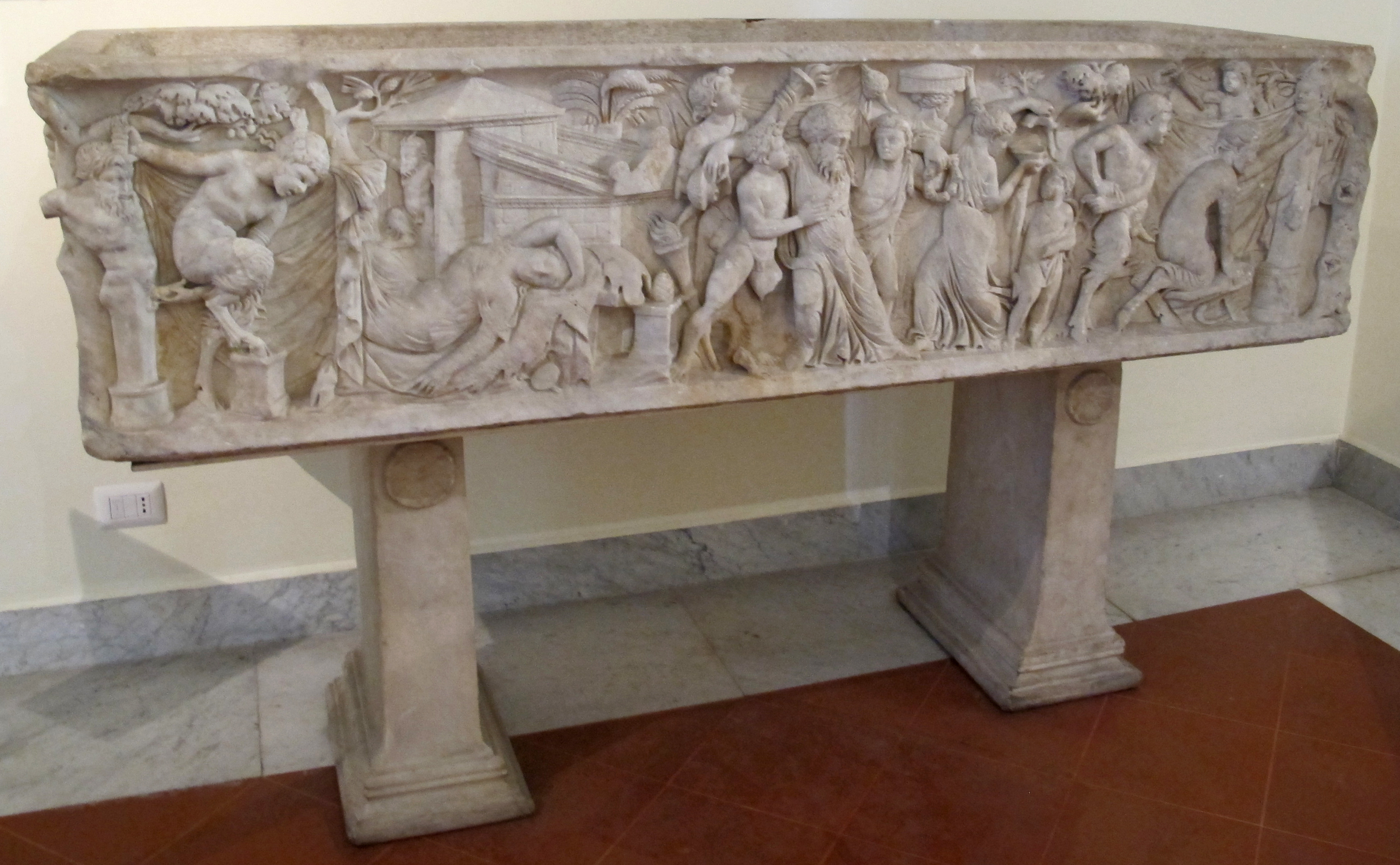
Sarcófago con representación de una bacanal

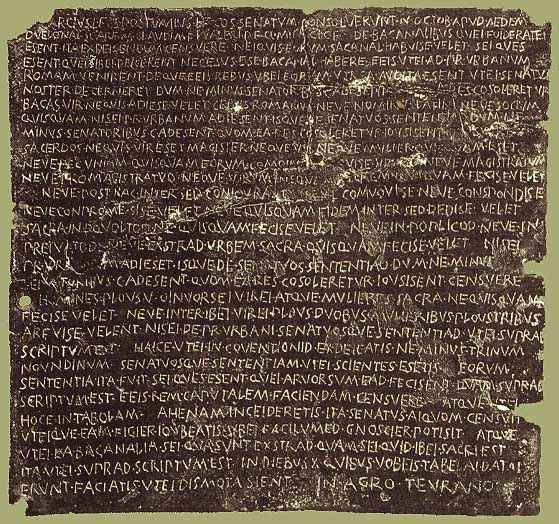
Texto del Senatus consultum de Bacchanalibus

El Escándalo de las Bacanales es un asunto político-religioso que ocurrió en Roma en 186 a. C. Conduce a una represión de las sociedades organizadas para celebrar el culto de Baco percibido como un elemento peligroso para la cohesión política y religiosa de Roma.

## Historia
Es bien conocido gracias al relato detallado del historiador romano Livio en el libro 39 de su  Historia de Roma desde su fundación   y por el texto actual del Senatus consultum de Bacchanalibus  grabado en una placa de bronce y encontrado en el Bruttium en 1640. Livio le dedica un lugar especial porque ocupa doce de los quince capítulos dedicados al año 186, lo cual es excepcional. Pero a pesar de la abundancia de fuentes, nuestra información sobre este asunto sigue siendo incierta y poco confiable debido a la parcialidad del relato de Tito Livio, que presenta solo la versión oficial de los hechos y no oculta su hostilidad hacia la secta dionisíaca.

## Descripción
El escándalo de las Bacanales tiene su origen en una historia familiar que parece una noticia. Un joven caballero, Ebucio, fue destinado por su madre y su padrastro a la iniciación en los misterios de Baco, en cumplimiento de un deseo formulado para su recuperación durante una enfermedad. Mantuvo un romance con una famosa cortesana, Hispala, y le anunció que dormiría algunas noches para respetar el período de abstinencia que precede a su iniciación. Hispala le revela entonces su profunda preocupación: antes de su emancipación, acompañó a su amo al santuario de Baco y allí fue testigo de las violaciones. Por amor a Ebucio, ella eligió romper su juramento iniciático para proteger a su amante de las intenciones criminales de sus guardianes que buscaban dañarlo de su herencia paterna. Ebucio reveló esto al cónsul Postumio, quien, juzgando su testimonio digno de fe, decidió reunirse con la cortesana Hispala para conocer más sobre el movimiento báquico. Sus revelaciones fueron edificantes: los misterios dionisíacos eran el pretexto para orgías que conducen a los peores crímenes rituales.